# 히트리노 열차 탈선 사고
2016년 12월 10일 불가리아 히트리노에서 탈선 사고가 발생하였다. 이 열차는 바르나에서 루세로 향하던 가스 수송 열차로, 탈선 후 폭발로 이어졌다. 이 사고로 적어도 8명이 사망하고 29명이 부상당했다. 이 사고로 12월 12일 불가리아 전역에 애도의 날이 선포되었다.

## 같이 보기
- 2014년 고르니롬 폭발 사고